# Символ Леви-Чивиты
Символ Ле́ви-Чиви́ты — математический символ, который используется в тензорном анализе. Назван в честь итальянского математика Туллио Леви-Чивиты. Обозначается {\displaystyle \varepsilon _{ijk}}. Здесь приведён символ для трёхмерного пространства, для других размерностей меняется количество индексов (см. ниже).
Другие названия:
- абсолютно антисимметричный единичный тензор,
- полностью антисимметричный единичный тензор,
- абсолютно кососимметричный объект,
- тензор Леви-Чивиты (символ Леви-Чивиты является компонентной записью этого тензора),
- кососимметричный символ Кронекера (данный термин использовался в учебнике по тензорному исчислению Акивиса и Гольдберга).

## Определение

Изображение символа Леви-Чивиты

В трёхмерном пространстве, в правом ортонормированном базисе (или вообще в правом базисе с единичным определителем метрики) символ Леви-Чивиты определяется следующим образом:
{\displaystyle \varepsilon _{ijk}={\begin{cases}+1,&P(i,j,k)=+1,\\-1,&P(i,j,k)=-1,\\0,&i=j\bigvee j=k\bigvee k=i,\end{cases}}}
то есть для чётной перестановки индексов i, j, k он равен 1 (для троек (1, 2, 3), (2, 3, 1), (3, 1, 2)), для нечётной перестановки равен -1 (для троек (3, 2, 1), (1, 3, 2), (2, 1, 3)), а в остальных случаях равен нулю (при наличии повторяющихся индексов). Для компонент {\displaystyle \varepsilon _{ijk}} в левом базисе берутся противоположные числа.
Для общего случая (произвольных косоугольных координат с правой ориентацией базисных векторов) это определение обычно меняется на
{\displaystyle \varepsilon _{ijk}={\begin{cases}+{\sqrt {g}},&P(i,j,k)=+1,\\-{\sqrt {g}},&P(i,j,k)=-1,\\0&i=j\bigvee j=k\bigvee k=i,\end{cases}}}
где {\displaystyle g} — определитель матрицы метрического тензора {\displaystyle g_{ij}}, представляющий квадрат объёма параллелепипеда, натянутого на базис. Аналогично, для левого базиса берутся противоположные числа.
Такой набор компонент {\displaystyle \varepsilon _{ijk}} представляет собой (истинный) тензор. Если, как это иногда делается в литературе, в качестве определения {\displaystyle \varepsilon _{ijk}} использовать приведённые выше формулы для любой — как правой, так и левой — системы координат, то получившийся набор чисел будет представлять псевдотензор. При этом {\displaystyle \varepsilon ^{ijk}} будет таким же, но с заменой {\displaystyle {\sqrt {g}}} на {\displaystyle 1/{\sqrt {g}}.}
{\displaystyle \varepsilon _{ijk}} может определяться также как смешанное произведение векторов базиса, в котором символ применяется:
{\displaystyle \varepsilon _{ijk}=[{\vec {e}}_{i}{\vec {e}}_{j}{\vec {e}}_{k}].}
Это определение для любого, правого или левого базиса, так как разница знака для левых и правых базисов заключена в смешанном произведении.
Абсолютная величина каждой ненулевой компоненты равна объёму параллелепипеда, натянутого на базис {\displaystyle \{{\vec {e_{i}}}\}}. Тензор, как и положено, антисимметричен по любой паре индексов. Определение эквивалентно приведённым выше.
Иногда пользуются альтернативным определением символа Леви-Чивиты без множителя {\displaystyle {\sqrt {g}}} в любых базисах (то есть таким, что все его компоненты всегда равны ±1 или 0, как в определении выше для ортонормированных базисов). В этом случае он сам по себе не является представлением тензора. Домноженный же на {\displaystyle {\sqrt {g}}} объект (совпадающий с {\displaystyle \varepsilon _{ijk}} в определении выше и являющийся тензором) в этом случае обозначается другой буквой и называется, как правило, элементом объёма. Мы же здесь следуем определению Леви-Чивиты. (Это замечание имеет силу не только для трёхмерного пространства, но и для любой размерности.)

## Геометрический смысл
Как видно уже из определения через смешанное произведение, символ Леви-Чивиты связан с ориентированным объёмом и ориентированной площадью, представленной как вектор.
В трёхмерном (евклидовом) пространстве смешанное произведение трёх векторов
{\displaystyle V=\varepsilon _{ijk}a^{i}b^{j}c^{k}}
— это ориентированный объём (псевдоскаляр, модуль которого равен объёму, а знак зависит от ориентации тройки векторов) параллелепипеда, натянутого на три вектора {\displaystyle {\vec {a}}}, {\displaystyle {\vec {b}}} и {\displaystyle {\vec {c}}}.
Векторное произведение двух векторов
{\displaystyle S_{i}=\varepsilon _{ijk}a^{j}b^{k}}
— это ориентированная площадь параллелограмма, стороны которого — векторы {\displaystyle {\vec {a}}} и {\displaystyle {\vec {b}}}, представленная псевдовектором, длина которого равна площади, а направление — ортогонально к плоскости параллелограмма.
Этот смысл сохраняется для любой размерности пространства n, если, конечно, брать {\displaystyle \varepsilon } с соответствующим количеством индексов, под объёмом понимать n-мерный объём, а под площадью — (n − 1)-мерную (гипер-)площадь. При этом, естественно, в соответствующую формулу входит n и (n − 1) векторов — сомножителей. Например, для 4-мерного (евклидова) пространства:
{\displaystyle V=\varepsilon _{ijkm}a^{i}b^{j}c^{k}d^{m},}
{\displaystyle S_{i}=\varepsilon _{ijkm}a^{j}b^{k}c^{m}.}

## Свойства
- Определитель матрицы A размера 3×3 можно записать (здесь подразумевается стандартный, а следовательно ортонормированный базис) как
{\displaystyle {\begin{vmatrix}a_{1}&a_{2}&a_{3}\\b_{1}&b_{2}&b_{3}\\c_{1}&c_{2}&c_{3}\\\end{vmatrix}}=\sum _{i,j,k=1}^{3}\varepsilon _{ijk}a_{i}b_{j}c_{k}.}
- Векторное произведение двух пространственных векторов записывается через этот символ:
{\displaystyle {\vec {a}}\times {\vec {b}}=\sum _{i,j,k=1}^{3}\varepsilon _{ijk}{\vec {e}}^{i}a^{j}b^{k}={\vec {c}}}, где {\displaystyle c_{i}=\sum _{j,k=1}^{3}\varepsilon _{ijk}a^{j}b^{k}} — его компоненты, а {\displaystyle {\vec {e}}^{i}} — векторы базиса.
- Смешанное произведение векторов тоже:
{\displaystyle [{\vec {a}}{\vec {b}}{\vec {c}}]=\sum _{i,j,k=1}^{3}\varepsilon _{ijk}a^{i}b^{j}c^{k}.}
- В следующей формуле {\displaystyle \delta } обозначает символ Кронекера:
{\displaystyle \varepsilon _{ijk}\varepsilon ^{lmn}={\begin{vmatrix}\delta _{i}^{l}&\delta _{i}^{m}&\delta _{i}^{n}\\\delta _{j}^{l}&\delta _{j}^{m}&\delta _{j}^{n}\\\delta _{k}^{l}&\delta _{k}^{m}&\delta _{k}^{n}\\\end{vmatrix}}.}
- Суммирование по общему индексу даёт
{\displaystyle \sum _{i=1}^{3}\varepsilon _{ijk}\varepsilon _{imn}=\delta _{jm}\delta _{kn}-\delta _{jn}\delta _{km}.}
- В случае двух общих индексов {\displaystyle i,j} тензор сворачивается следующим образом:
{\displaystyle \sum _{i=1}^{3}\sum _{j=1}^{3}\varepsilon _{ijk}\varepsilon _{ijn}=2\delta _{kn}.}

(Везде здесь в случае ортонормированного базиса все индексы можно просто переписать как нижние.)

## Обобщение на случайnизмерений
Символ Леви-Чивиты может быть легко обобщён на любое количество измерений больше единицы, если пользоваться определением через чётность перестановок индексов:
| {\displaystyle \varepsilon _{ijkl\dots }=\left\{{\begin{matrix}\!\\\!\\\!\end{matrix}}\right.} | {\displaystyle +{\sqrt {g}},} если {\displaystyle (i,j,k,l,\dots )} есть чётная перестановка набора {\displaystyle (1,2,3,4,\dots );}   |
| {\displaystyle \varepsilon _{ijkl\dots }=\left\{{\begin{matrix}\!\\\!\\\!\end{matrix}}\right.} | {\displaystyle -{\sqrt {g}},} если {\displaystyle (i,j,k,l,\dots )} есть нечётная перестановка набора {\displaystyle (1,2,3,4,\dots );} |
| {\displaystyle \varepsilon _{ijkl\dots }=\left\{{\begin{matrix}\!\\\!\\\!\end{matrix}}\right.} | {\displaystyle 0}, если хотя бы два индекса совпадают.                                                                                  |
То есть он равен знаку (signum) перестановки, умноженному на корень из определителя метрики {\displaystyle {\sqrt {g}}={\sqrt {\det {\{g_{ij}\}}}}} в случае, когда индексы принимают значения, реализующие перестановку набора {\displaystyle (1,2,3,\dots ,n)}, а в остальных случаях ноль.
(Как видим, количество индексов равно размерности пространства {\displaystyle n}.)
- В псевдоевклидовых пространствах в случае, если сигнатура метрики такова, что {\displaystyle g<0}, вместо него как правило берут {\displaystyle -g}, чтобы {\displaystyle {\sqrt {g}}} получался вещественным.
- Во всех размерностях, где символ Леви-Чивиты определён, он представляет тензор (имеется в виду главным образом то, что надо проследить за тем, чтобы количество индексов символа совпадало с размерностью пространства). Кроме того, как видно из написанного выше, какие-то трудности с обычным определением символа Леви-Чивиты могут быть в пространствах, где не определён метрический тензор, или, скажем, {\displaystyle \det {\{g_{ij}\}}=0} или {\displaystyle \det {\{g^{ij}\}}=0}.

Можно показать, что для {\displaystyle n} измерений выполняются свойства, аналогичные трёхмерным:
- {\displaystyle \sum _{i,j,k,\dots =1}^{n}\varepsilon _{ijk\dots }\varepsilon ^{ijk\dots }=n!}

— что связано с тем, что существует {\displaystyle n!} перестановок набора {\displaystyle (1,2,3,\dots ,n)}, а следовательно, столько же ненулевых компонент {\displaystyle \varepsilon } с {\displaystyle n} индексами.
- {\displaystyle \varepsilon _{ijk\dots }\varepsilon ^{pqr\dots }={\begin{vmatrix}\delta _{i}^{p}&\delta _{i}^{q}&\delta _{i}^{r}&\dots \\\delta _{j}^{p}&\delta _{j}^{q}&\delta _{j}^{r}&\dots \\\delta _{k}^{p}&\delta _{k}^{q}&\delta _{k}^{r}&\dots \\\vdots &\vdots &\vdots &\ddots \\\end{vmatrix}}.}

После раскрытия определителя появляется множитель {\displaystyle n!} и производятся упрощения в соответствующих символах Кронекера.
- Псевдоскалярное произведение двух векторов в двумерном пространстве:
{\displaystyle {\vec {a}}\vee {\vec {b}}=\sum _{i,j=1}^{2}\varepsilon _{ij}a^{i}b^{j}.}

- Определитель матрицы {\displaystyle A} размера {\displaystyle n\times n} можно удобно записать с использованием {\displaystyle n}-мерного символа Леви-Чивиты
{\displaystyle \det {A}=\sum _{i,j,k,\ldots =1}^{n}\varepsilon _{ijk\ldots }A_{1i}A_{2j}A_{3k}\cdots =\sum _{i_{1},i_{2},i_{3},\ldots ,i_{n}=1}^{n}\varepsilon _{i_{1}i_{2}i_{3}\cdots i_{n}}A_{1i_{1}}A_{2i_{2}}A_{3i_{3}}\cdots A_{ni_{n}},}

что является, по сути, просто переписанным с помощью этого символа определением определителя (одним из самых распространённых). Здесь базис подразумевается стандартным, и ненулевые компоненты {\displaystyle \varepsilon _{ijk\ldots }} принимают тут значения {\displaystyle \pm 1}.
- Прямое {\displaystyle n}-мерное обобщение векторного произведения {\displaystyle n-1} штук ({\displaystyle n}-мерных) векторов:
{\displaystyle {\vec {p}}={{\vec {a}}\times {\vec {b}}\times {\vec {c}}\times \ldots }=\sum _{i,j,k,m,\ldots =1}^{n}\varepsilon _{ijkm\ldots }{\vec {f}}^{i}a^{j}b^{k}c^{m}\ldots ,}

где {\displaystyle p_{i}=\sum _{j,k,m,\ldots =1}^{n}\varepsilon _{ijkm\ldots }a^{j}b^{k}c^{m}\ldots } — его компоненты, а {\displaystyle {\vec {f}}^{i}} — базисные векторы. (Здесь для краткости записано выражение для ковариантных компонент и разложение в дуальном базисе.)
- Прямое {\displaystyle n}-мерное обобщение смешанного произведения {\displaystyle n} штук ({\displaystyle n}-мерных) векторов:
{\displaystyle [{\vec {a}}{\vec {b}}{\vec {c}}\ldots ]=\sum _{i,j,k,\ldots =1}^{n}\varepsilon _{ijk\ldots }a^{i}b^{j}c^{k}\ldots .}

## Безындексная запись (дляnизмерений)
В безындексной тензорной записи символ Леви-Чивиты заменяется оператором дуальности, называемым звёздочка Ходжа, или просто оператор звездочка:
{\displaystyle (*\eta )_{i_{1},i_{2},\ldots ,i_{n-k}}={\frac {1}{k!}}\eta ^{j_{1},\ldots ,j_{k}}\varepsilon _{j_{1},\ldots ,j_{k},i_{1},\ldots ,i_{n-k}}}
(для произвольного тензора {\displaystyle \eta ,} учитывая эйнштейновское правило суммирования).